# Fire Corps
Fire Corps (рус. Огненный корпус) — волонтёрская программа в США, запущенная в 2004 году, предназначенная для помощи добровольцами пожарным или скорой медицинской помощи (англ. Emergency medical service, EMS) в решении не срочных задач. На национальном уровне, огненный корпус управляется Национальным советом добровольных пожарных (англ. National Volunteer Fire Council) и поддерживается Министерством внутренней безопасности США (англ. Department of Homeland Security), Гражданским корпусом (англ. Citizen Corps), и Управлением пожарной безопасности США (англ. United States Fire Administration).
Огненный корпус — одна из пяти партнёрских программ Гражданского корпуса и Федерального агентства по чрезвычайным ситуациям, общая цель которых — объединить усилия власти и общественных лидеров по привлечению граждан в волонтёрские движения, главным образом в подготовке к сохранению порядка и предупреждению (и устранению последствий) чрезвычайных ситуаций.
Огненный корпус стремится:
- узнать о перспективных методах, используются в существующих волонтерских программах, и поделиться этой информацией с желающими;
- увеличить использование добровольцев при чрезвычайных ситуациях, провести их обучение[2];
- помочь гражданам узнать о действующих в их населенном пункте программах огненного корпуса.

Примеры проводимых корпусом мероприятий: проведение учений по противопожарной безопасности и безопасности жизнедеятельности; фандрайзинг; помощь в рамках специальных мероприятий; предоставление административной поддержки; разработка и поддержание веб-сайтов; оказание содействия подготовке населения к поведению при ЧС и основам первой медицинской помощи, и многое другое.